# Jiří Sláma
Jiří Sláma (8 gennaio 1999) è un calciatore ceco, difensore del Pardubice in prestito dal Sigma Olomouc.

## Caratteristiche tecniche
È un terzino sinistro.

## Carriera

### Club
Cresciuto nel settore giovanile del Sigma Olomouc, debutta in prima squadra il 27 aprile 2019 in occasione dell'incontro di 1. liga perso 2-1 contro lo Slavia Praga. Nel 2019 viene ceduto in prestito per due stagioni al Pardubice.

### Nazionale
Ha giocato nella nazionale ceca Under-19.

## Statistiche
Statistiche aggiornate al 24 maggio 2021.

### Presenze e reti nei club
| Stagione        | Squadra         | Campionato      | Campionato | Campionato | Coppe nazionali | Coppe nazionali | Coppe nazionali | Coppe continentali | Coppe continentali | Coppe continentali | Altre coppe | Altre coppe | Altre coppe | Totale | Totale | Totale |
| Stagione        | Squadra         | Comp            | Pres       | Reti       | Comp            | Pres            | Reti            | Comp               | Pres               | Reti               | Comp        | Pres        | Reti        | Pres   | Reti   |        |
| --------------- | --------------- | --------------- | ---------- | ---------- | --------------- | --------------- | --------------- | ------------------ | ------------------ | ------------------ | ----------- | ----------- | ----------- | ------ | ------ | ------ |
| 2018-2019       | Sigma Olomouc   | 1L              | 1          | 0          | CRC             | 0               | 0               |                    | -                  | -                  |             | -           | -           | 1      | 0      |        |
| 2019-2020       | Pardubice B     | CFL             | 10         | 2          |                 | -               | -               |                    | -                  | -                  |             | -           | -           | 10     | 2      |        |
| 2020-2021       | Pardubice B     | CFL             | 2          | 0          |                 | -               | -               |                    | -                  | -                  |             | -           | -           | 2      | 0      |        |
| 2019-2020       | Pardubice       | FNL             | 1          | 0          | CRC             | 0               | 0               |                    | -                  | -                  |             | -           | -           | 1      | 0      |        |
| 2020-2021       | Pardubice       | 1L              | 24         | 0          | CRC             | 0               | 0               |                    | -                  | -                  |             | -           | -           | 24     | 0      |        |
| Totale carriera | Totale carriera | Totale carriera | 38         | 2          |                 | 0               | 0               |                    | -                  | -                  |             | -           | -           | 38     | 2      |        |

## Palmarès

### Club

#### Competizioni nazionali
- Fotbalová národní liga: 1

Pardubice: 2019-2020